# Wu-ťiang (řeka)
Wu-ťiang na dolním toku také zvaná Čchien-ťiang je řeka v ČLR (Čchung-čching, Chu-pej). Je 1018 km dlouhá. Povodí má rozlohu 88 200 km².

## Průběh toku
Pramení na vrchovině v městské prefektuře Pi-ťie v provincii Kuej-čou a celý její tok prochází mezi horami, přičemž vytváří peřeje a vodopády. Ústí zprava do Jang-c’-ťiangu pod městem Čchung-čching.

## Vodní režim
Zdrojem vody jsou především dešťové srážky. Vyšších vodních stavů dosahuje v létě, kdy dochází k povodním. Průměrný průtok vody činí přibližně 1750 až 1800 m³/s. Rozsah kolísání úrovně hladiny je až 26 m.

## Využití
Vodní doprava je možná do města S'-nan. Při ústí leží město Fu-ling.